# Maxwell Struthers Burt
Maxwell Struthers Burt, psevdonim Burt Struthers, ameriški pisatelj in pesnik, * 18. oktober 1882, Baltimore, Maryland, ZDA, † 29. avgust 1954, Jackson Hole, Wyoming, ZDA.
Burt je pisal pesmi, romane in kratke zgodbe. 

## Življenje
Struthers Burt je leta 1904 diplomiral na Univerzi Princeton. Leta 1908 se je preselil v Wyoming in z Louisom Joyem ustanovil ranč JY Ranch. Ta ranč je naposled postal slavni Rockefellerjev ranč z istim imenom - JY Ranch. Od leta 2001 je območje ranča, ki je bilo poznano zgolj pod imenom JY Ranch, zaščiteno območje. Leta 1912 je po sporu z Louisom Joyem ustanovil turistični ranč Bar B C Dude Ranch. Istega leta je spoznal Katherine Newlin Burt, avtorico vesternov, in se z njo tudi poročil. Burtov sin Nathaniel se je prav tako ukvarjal s pisateljevanjem. Struthers Burt je bil eden izmed ključnih ljudi, ki so poskrbeli, da so ustanovili Narodni park Grand Teton. To se je zgodilo leta 1923, ko se je v koči Maud Noble spoprijateljil s podobno mislečimi posamezniki in začel proces zbiranja podpore, da bi zvezna vlada zaščitila območje. 
Burt je leta 1920 osvojil O. Henryjevo nagrado za najboljšo kratko zgodbo. Nagrado si je prislužil z zgodbo Each in His Generation, ki jo je objavil v reviji Scribner's Magazine. Njegova originalna dela se danes nahajajo v Univerzi Princeton. 

## Nagrade
- 1920 - O. Henryjeva nagrada za najboljšo kratko zgodbo (osvojil z zgodbo Each in His Generation)

## Delna bibliografija
- In The High Hills (Houghton Mifflin, Boston, 1914)
- The Interpreter’s House (Charles Scribner's Sons, New York, 1924)
- avtobiografski The Diary of a Dude Wrangler (Charles Scribner's Sons, New York, 1924)
- When I Grew Up to Middle Age (Charles Scribner's Sons, New York, 1925)
- The Delectable Mountains (Charles Scribner's Sons, New York, 1927)
- The Other Side' (Charles Scribner's Sons, New York, 1928)
- Festival (Charles Scribner's Sons, New York, 1931)
- Entertaining the Islanders (Charles Scribner's Sons, New York, 1933)
- Escape from America (Charles Scribner's Sons, New York, 1936)
- Powder River: Let 'er Buck (Farrar & Rinehart, New York,1938) del serije Rivers of America
- War Songs (Charles Scribner's Sons, New York, 1942)
- Along These Streets (Charles Scribner's Sons, New York, 1943)
- Philadelphia Holy Experiment (Doubleday,Doran,& Co., New York, 1945)

## Delni seznam revijskih del
- Acorns,  The Saturday Evening Post, 9. januar 1926
- Adventure,  The Saturday Evening Post, 30. junij 1928
- Artists,  The Saturday Evening Post, 1. junij 1929
- Beauty and the Blantons, McCall’s, junij 1925
- C’est La Guerre, The Saturday Evening Post, 5. februar 1927
- Democracy for Everyone,  The Saturday Evening Post, 30. julij 1932
- The Diary of a Dude Wrangler, The Saturday Evening Post, 3. maj 1924